# Anumeta azelikoula
Anumeta azelikoula är en fjärilsart som beskrevs av Dumont 1920. Anumeta azelikoula ingår i släktet Anumeta och familjen nattflyn. Inga underarter finns listade i Catalogue of Life.